# Eucereon fuscoirroratum
Eucereon fuscoirroratum är en fjärilsart som beskrevs av Rothschild 1912. Eucereon fuscoirroratum ingår i släktet Eucereon och familjen björnspinnare. Inga underarter finns listade i Catalogue of Life.